# Челник (село)
 Тази статия е за населеното място.  За уреда за осветление вижте Челник.  
Чèлник е село в Югоизточна България, община Тунджа, област Ямбол.

## География
Село Челник се намира на около 17 km югоизточно от областния център Ямбол. Разположено е в западното подножие на северната част на Бакаджиците, на около 5 – 6 km южно от връх Свети Сава (Асанбаир) (514,6 m) в големия (същинския) Бакаджик. Климатът е преходноконтинентален. Надморската височина в центъра на селото при църквата е около 177 m, в северния и източния му краища нараства до около 190 – 200 m, а в югозападния намалява до около 170 – 175 m.
През Челник минава второкласният републикански път II-53, който на северозапад през селата Победа и Калчево и кръстопът с първокласния републикански път I-7 води към Ямбол, а на изток през селата Тамарино, Войника, Зорница, Загорци и Светлина води до град Средец.
Северно край Челник минава в направление югозапад – североизток Еркесията.
В землището на Челник има 4 регистрирани микроязовира, най-големият от които е край северната част на селото, на протичащата през него река Ада.
Населението на село Челник, наброявало 989 души към 1934 г. и 1104 към 1956 г., намалява до 258 (по текущата демографска статистика за населението) към 2019 г.
При преброяването на населението към 1 февруари 2011 г., от обща численост 311 лица, за 280 лица е посочена принадлежност към „българска“ етническа група, за 27 – към ромска и за 4 – към други.

## История
След края на Руско-турската война 1877 – 1878 г., по Берлинския договор селото остава на територията на Източна Румелия. От 1885 г. – след Съединението, то се намира в България с името Гидиклии. Преименувано е на Челник през 1934 г.
Селото се е местило три пъти докато се установи на сегашното си място. Поселването на сегашното място е станало през 1830 г. В миналото населението на село Челник е смесено – турско и българско. След Освобождението населението остава само българско. През 1926 г. селото наброява 826 души. Къщите през 1871 г. са около 70 броя, през 1926 г. – 150, през 1938 г. – 212, а към 2005 г. – 250.
Една от първите обществени сгради в селото е ползвана и като целодневна детска градина. Обществена сграда е и здравната служба с родилен дом, построена през 1938 – 1939 г.; по-късно в сградата са настанени здравна служба, зъболекарски кабинет и кметство. Сградата на училището е построена през 1907 г. и е направено разширение през 1939 г. Сградата на народното читалище „Зора“ е построена през 1957 – 1958 г., в нея има киносалон, библиотека с читалня, сервизни помещения. Други обществени сгради са: хигиенната обществена баня, която вече не функционира; бившата администрация на бившето ТКЗС; едноетажна масивна сграда, където се помещават пощенската станция и пощенска банка. Църквата „Свети Архангел Михаил“ е построена през 1885 г., а – след ремонт, от 08.11.2005 г. отново функционира.
Първото училище в село Челник е открито след Освобождението. То се е помещавало в наемани под наем стаи от частни къщи; пръв учител е бил Димитър Стоянов Драгоев от село Камен връх, Елховско. През 1972 г. построеното през 1907 г. училище е унищожено от пожар и през следващите две години до възстановяването му учениците от IV до VIII клас учат в селата Победа и Тамарино, а от I до III клас – в пригодена за тази цел стая в читалището. От 2000 г. училището спира своята дейност поради недостиг на деца. По същата причина е затворена и целодневната детска градина.
В административно отношение до 1934 г. село Челник е самостоятелна община. От 1934 г. става централна община със съставни села Победа, Симеоново, Асеново, Сламино, Саранско, Каменец и Тамарино. Групирането по икономически съображения се оказва неудобно за населението, особено за това от по-далечните села. През 1941 г. се отделят селата Симеоново, Асеново и Сламино с център Симеоново. Към 1942 – 1943 г. се отделили селата Саранско и Каменец с център – село Каменец. През 1946 г. село Челник става самостоятелна община, а през 1959 г. спада към селския общински народен съвет (СОНС) на село Симеоново. След прекратяване дейността на СОНС село Симеоново административно село Челник е прехвърлено към селищна система село Тенево. От 1987 г. село Челник преминава в община Тунджа със седалище град Ямбол.
През 1936 г. в Челник е създадена Кредитна кооперация „Пчела“.
Документацията на/за Трудово кооперативно земеделско стопанство (ТКЗС) „Пчела“ в село Челник от периода 1949 – 2002 г. се съхранява в Държавния архив – Ямбол. Структурите, през които то преминава след учредяването му през 1949 г. според промените в наименованието на фондообразувателя и периодите, от които е съхранената документация, са:
- ТКЗС „Пчела“ – с. Челник, Ямболско (1949 – 1958);
- Производствен участък – с. Челник при Обединено трудово кооперативно стопанство – с. Симеоново, Ямболско, виж фонд № 787 (1959 – 1973);
- Производствена бригада – с. Челник при АПК – с. Тенево, Ямболско (1974 – 1989);
- ТКЗС – с. Челник, Ямболско (1990 – 1991);
- ТКЗС в ликвидация – с. Челник, Ямболско (1992 – 1993);
- Земеделска производителна кооперация „Челник“ – с. Челник, Ямболско (1993 – 1998) и последно
- Земеделска производителна кооперация „Челник“ в ликвидация – с. Челник, Ямболско (1999 – 2002).

## Религии
В село Челник се изповядва православно християнство.

## Обществени институции
Село Челник към 2020 г. е център на кметство Челник.
В село Челник към 2020 г. има:
- действащо читалище „Зора 1930“;[15][16]
- действаща само на големи религиозни празници православна църква „Свети Архангел Михаил“;[17]
- пощенска станция.[18]

## Културни и природни забележителности
северно от селото минава Еркесията, някогашна граница между България и Византия.

## Редовни събития
На 8 ноември всяка година се провежда съборът на селото.
Третата събота и неделя от месец февруари в селото се провежда най-хубавия празник Кукери.

## Други
В землището на Челник откъм съседното село Тамарино има фотоволтаичен парк.